# Dirk Galuba

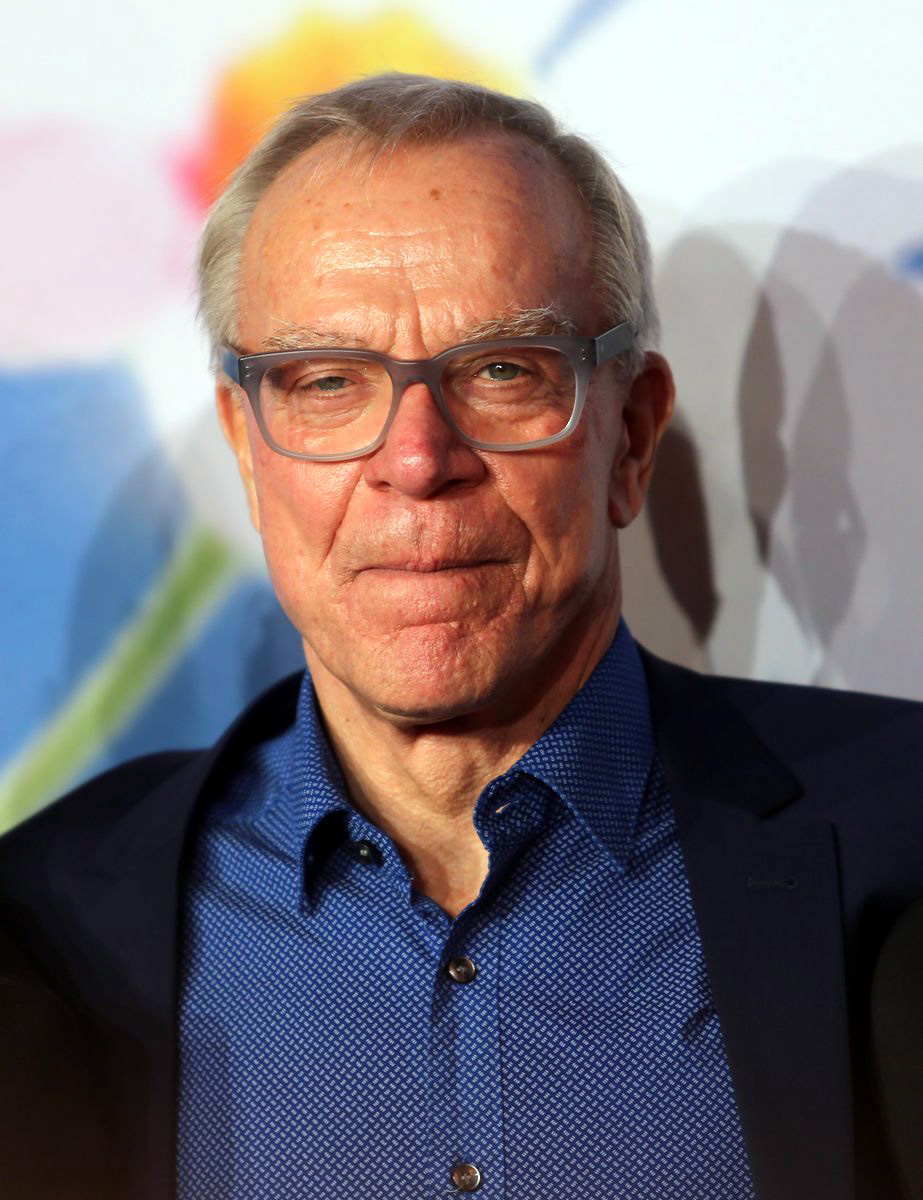
Dirk Galuba en septembre 2015

Dirk Galuba, né le 28 août 1940, est un acteur de cinéma et de télévision allemand.

## Filmographie sélective

### Films
- 1972 : La Pluie noire : Le policier
- 1981 : Lili Marleen
- 2006 : Die Wolke

### Séries télévisées
- 1976 : Derrick : Choc : Lusseck
- 1977 : Derrick : Encaissement : Reger
- 1979 : Derrick : Tandem : Euler
- 1979 : Derrick : Le congrès de Berlin : l'homme cicatrisé
- 1980 : Derrick : Pricker : Hamann
- 1982 : Derrick : Un faux frère : Andreas Kober
- 1985 : Derrick : Un cadavre sur les bras : Rudolf Diebolz
- 1985 : Derrick : Une famille unie : Franz Weiler
- 1986 : Derrick : Le rôle de sa vie : "Schumann", un acteur
- 1988 : Derrick : L'affaire Druse : Dr. Wedekind
- 1990 : Derrick : Paix intérieure : Hauser
- 1990 : Derrick : Alina Malikowa : Sundermann
- 1990 : Derrick : Relation rompue : Dr. Steinitz
- 1992 : Derrick : Des roses pour Linda : Weber
- 1993 : Derrick : La valse lente : Mr Härtl, ami de Kubeck
- 1993 : Derrick : Séance de nuit : Voss
- 1994 : Derrick : Aversion mortelle : Alfons Schwarzer
- 1995 : Derrick : Fantasmes : Victor Eppler
- 1996 : Derrick : Le secret de la confession : Johannes Kahlert
- 1996 : Derrick : Un bon avocat : Trenk
- 1997 : Derrick : Pornocchio : Ritschie Manzer
- 1998 : Derrick : Le grand jour : Walter Kaschonnick
- 1999 à 2001 : Die Rote Meile
- 2001 : Frères d'armes
- 2005 : Le Tourbillon de l'amour